# Dupree (Dakota du Sud)
Pour les articles homonymes, voir Dupree (homonymie).
La ville de Dupree est le siège du comté de Ziebach, situé dans le Dakota du Sud.
Fondée en 1910 en prévision de l'arrivée du Milwaukee Railroad, la localité est nommée en l'honneur de Fred Dupris (aussi orthographié Dupree), un des premiers habitants euro-américains de la région.

## Démographie
| 1920 | 1930 | 1940 | 1950 | 1960 | 1970 |
| ---- | ---- | ---- | ---- | ---- | ---- |
| 213  | 365  | 460  | 438  | 548  | 523  |

| 1980 | 1990 | 2000 | 2010 | - | - |
| ---- | ---- | ---- | ---- | - | - |
| 562  | 484  | 434  | 525  | - | - |

Selon le recensement de 2010, Dupree compte 525 habitants. La municipalité s'étend sur 0,39 milles carrés (1,01 km2).